# Jens Holtkötter
Jens Holtkötter (* 1960/1961) ist ein ehemaliger deutscher Basketballfunktionär.

## Leben
Holtkötter, der bis 1988 18 Jahre lang Basketball beim Walddörfer SV sowie beim BC Johanneum Hamburg (BCJ) spielte und mit BCJ auf der Spielmacherposition 1979 in die 2. Basketball-Bundesliga aufstieg und dort ein Jahr spielte, beriet die BCJ-Vereinsführung in den 1990ern in Wirtschaftsdingen, ab 1994 war er Geldgeber des Vereins. Zwischen 1994 und 1996 unterstützte sein Unternehmen die Mannschaft eigener Angabe nach mit 100 000 D-Mark je Saison. Bis zu Beginn der 2000er Jahre war er bei BCJ Mäzen, Vorsitzender und „Macher“. Als Trainer hatte er ab 1978 beim Walddörfer SV Erfolge im Mädchen- und Damenbereich gefeiert (unter anderem mehrere Hamburger Meistertitel und Deutscher C-Jugend-Vizemeistertitel 1981 sowie 1987 der Aufstieg in die 2. Damen-Bundesliga).
BCJ stieg in seiner Amtszeit zunächst von der Regionalliga in die 2. Bundesliga und 1999 dann in die Basketball-Bundesliga auf. Sein erklärtes Ziel war es, in Hamburg eine Basketballmannschaft aufzubauen, welche „international spielt“. Holtkötter strebte mit BCJ eine Entwicklung wie Alba Berlin an. Nachdem sich der Hamburger Verein im Frühjahr und Herbst 2000 erst von Manager Carsten Rühl beziehungsweise von dessen Nachfolger Axel Cadow getrennt hatte, übte Holtkötter diese Tätigkeit zeitweilig zusätzlich zu seinen übrigen Aufgaben aus. Als Mäzen oder alleiniger Macher des BCJ sah er sich nicht und wies diese Rolle im November 2000 mit den Worten „Ich werde nicht der Mäzen dieses Clubs sein. Ich habe das Projekt angeschoben“ von sich. 2001 folgte der Abstieg aus der Bundesliga, gegen den BC Johanneum wurde ein Insolvenzverfahren eingeleitet, auch Holtkötters Unternehmen Ballyhoo und Bits waren bankrott. Die Führung des BCJ-Nachfolgevereins BC Hamburg nahm von Holtkötter Abstand. 2002 nannte ihn das Hamburger Abendblatt „Hamburgs größten Basketball-Mäzen aller Zeiten“ und einen „konfliktscheuen Basketball-Impresario“. Nach Angaben der Zeitung pumpte Holtkötter zwischen 1994 und 2002 Geldmittel von umgerechnet rund 3,5 Millionen Euro in die Mannschaft. Holtkötter sagte im März 2002, er wolle sich selber beweisen, „dass erfolgreicher Erstliga-Basketball in Hamburg möglich ist“. Nach dem Ende der Ära Holtkötter im Hamburger Spitzenbasketball im Frühsommer 2002 zog Die Tageszeitung folgende Bilanz: „Keine Investoren, dafür ein insolventer Verein und eine miese Reputation, resultierend aus zahlreichen leeren Zusagen.“
Holtkötter war Mitgesellschafter der Günter Holtkötter GmbH, einem von seinem Vater gegründeten Unternehmen für Bürobedarf und EDV-Systeme. 1989 gründete er die Werbe- und Vermarktungsagentur Ballyhoo, deren Umsatz 1999 laut Hamburger Morgenpost 35 Millionen DM betrug und die unter anderem für italienische Spitzenfußballmannschaften arbeitete. Von 2011 bis 2018 war Holtkötter Geschäftsführer des Lebensmittelunternehmens Dan- Deli GmbH, dann der HFS Hanseatic Food Service GmbH. Im Basketball war er später beim SC Alstertal-Langenhorn als Trainer im Jugend- und Damenbereich tätig.